# Psallus perrisi
Psallus perrisi ist eine Wanzenart aus der Familie der Weichwanzen (Miridae).

## Merkmale
Die Wanzen werden 3,2 bis 4,0 Millimeter lang. Die Gattung Psallus umfasst kleine, häufig rot, grau oder dunkelbraun gesprenkelte Wanzen, bei denen das Pronotum und die Hemielytren mit blassen, schuppenartigen Härchen bedeckt sind und bei denen die Dornen der Schienen (Tibien) aus schwarzen Punkten entspringen. Die Arten der Gattung können häufig nur schwer oder gar nicht anhand äußerer Merkmale unterschieden werden. Meist kann man die Arten jedoch anhand der Wirtspflanze eingrenzen. Die Männchen von Psallus perrisi haben eine dunkle schwarz-braune Grundfarbe; die Weibchen sind etwas heller gefärbt. Die Körperoberseite ist mit goldenen Härchen bedeckt und die Schenkel (Femora) sind dunkel. Die Art kann von Psallus wagneri nur anhand einer genitalmorphologischen Untersuchung unterschieden werden.

## Vorkommen und Lebensraum
Die Art ist in Europa, östlich über Kleinasien bis in den Kaukasus verbreitet. In Deutschland tritt sie überall auf und ist meist die häufigste Art ihrer Gattung an Eichen. In Österreich ist sie bisher nur vereinzelt nachgewiesen.

## Lebensweise
Psallus perrisi lebt vor allem auf Stieleiche (Quercus robur), seltener an anderen Eichen (Quercus) in geringer Individuendichte. An Stieleiche tritt die Art in großer Zahl auf, sodass sie während des Schwärmens auch an anderen Gehölzen, wie Weißdornen, (Crataegus), Ahornen (Acer), Linden (Tilia) und ähnlichem angetroffen werden kann, insbesondere dann, wenn an diesen Beutetiere wie Blattläuse leben. Die Imagines kann man von Mitte/Ende Mai bis maximal Anfang August, überwiegend aber bis Anfang Juni beobachten.

## Belege